# Sentinelle (Brown)
Pour les articles homonymes, voir Sentinelle.
Ne doit pas être confondu avec La Sentinelle, une nouvelle écrite par Arthur C. Clarke.
Sentinelle est une micronouvelle de science-fiction écrite par Fredric Brown et parue en 1954 sous le titre Sentry.
Bien que très courte, cette nouvelle est l'une des plus connues de l'auteur et a été reprise dans nombre d'anthologies.

## Parution
La nouvelle a été notamment publiée dans le recueil Lune de miel en enfer (Honeymoon in Hell, 1958).
En France, elle a notamment été publiée dans l'anthologie Histoires de guerres futures, pages 41 et 42 (1984).

## Résumé
Il était trempé et tout boueux, il avait faim et il était gelé, et il était à cinquante mille années-lumière de chez lui. La lumière venait d'un étrange soleil bleu, et la pesanteur, double de celle qui lui était coutumière, lui rendait pénible le moindre mouvement. Mais depuis longtemps la guerre s'était, dans cette partie de l'univers, figée en guerre de position, contre « les Autres », la seule autre espèce douée de raison dans toute la Galaxie : des êtres monstrueux, cruels, hideux et ignobles.
Dès le premier contact, les hostilités avaient éclaté : les Autres avaient ouvert le feu sans chercher à négocier ou à envisager des relations pacifiques. Ils étaient en train de tenter une manœuvre d'infiltration, et la moindre position tenue par une sentinelle devenait un élément vital du dispositif d'ensemble. Et c'est alors qu'il vit un Autre s'approcher de lui, en rampant. Il tira une rafale. L'Autre fit ce bruit affreux et étrange qu'ils font tous en mourant avant de s'immobiliser.

La nouvelle se termine par ce paragraphe : 
« Il frissonna en entendant ce râle, et la vue de l'Autre le fit frissonner encore plus. On devrait pourtant en prendre l'habitude, à force d'en voir — mais jamais il n'y était arrivé. C'étaient des êtres vraiment trop répugnants, avec deux bras seulement et deux jambes, et une peau d'un blanc écœurant, nue et sans écailles. »

### Lire la nouvelle
- (en) Lire la nouvelle sur Gutenberg.org (dans le domaine public), il s'agit de la nouvelle intitulée Sentry